# Casa Domènec Call
La Casa Domènec Call és un conjunt arquitectònic situat als carrers de la Diputació i del Bruc de la Dreta de l'Eixample de Barcelona.

## Història
Va ser projectat el 1886 pel mestre d'obres Joan Bruguera i Díaz per encàrrec de l'advocat i polític Domènec Call i Franquesa.

## Descripció
Es tracta de dos edificis d'habitatges, un d'ells entre mitgeres i l'altre formant cantonada, de planta baixa, entresòl, quatre pisos i terrat pla transitable. El situat al xamfrà dels carrers del Bruc i de la Diputació presenta una estructuració molt particular. La planta baixa i entresòl segueixen l'alineació del xamfrà, però als pisos superiors s'enretira formant unes façanes perpendiculars als carrers, més pròpies de les façanes que donen als patis d'illa, que conflueixen en una torre que conté la caixa d'escala, S'obtenen d'aquesta manera unes façanes, obertes al carrer, que contenen unes galeries . El portal d'entrada, el vèrtex de la coberta de la petita edificació existent a la terrassa del xamfrà i la torre de la caixa d'escala conformen un eix axial a partir del qual es distribueixen les obertures. El parament està cobert per un estuc que imita carreus, trencat per les obertures emmarcades en pedra, on les de la primera planta i la torre central presenten pilastres coronades per un frontó de caràcter classicista. Aquest sistema es contraposa a la solució lleugera de les galeries obertes a la façana principal, de les quals destaca la utilització de vidres de colors. L'accés principal dona pas a una zona de vestíbul i a la torre central on es localitza l'escala de veïns. Aquests elements estan ornats amb estucats planxats al foc en diferents colors i formes geomètriques, mosaic hidràulic, etc.
En canvi, l'edifici afrontat al carrer del Bruc respon a les solucions més habituals dels edificis entre mitgeres de l'Eixample, amb tres grans portals (el central dona pas a una zona de vestíbul i a un celobert central on hi ha l'escala de veïns) a la planta baixa i quatre a la resta de plantes, tots conformats per un eix axial que se situa al portal central. El parament és el mateix que el de l'edifici del xamfrà, amb estuc llis imitant carreus i obertures emmarcades amb frontons clàssics als eixos laterals. El coronament és idèntic al de l'altre edifici, amb uns permòdols de pedra que sostenen una cornisa en voladís, amb el terrat tancat per una balustrada.